# Tranzisztor

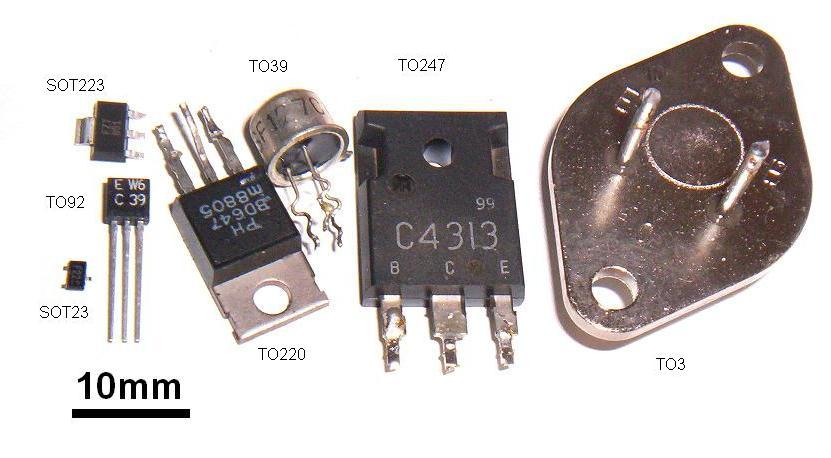
Különböző kialakítású tranzisztorok – az egyes típusok feletti feliratok a tranzisztor tokozását (kialakítását) jelzik

A tranzisztor háromrétegű félvezető eszköz, amelyet túlnyomórészt gyenge villamos jelek erősítésére, továbbá jelek kapcsolására vagy feszültségstabilizálás céljára alkalmaznak. A három réteg kémiailag eltérő adalékolású, amely két p-n átmenetet tartalmaz. A tranzisztor a modern elektronika alapeleme, gyártják önálló alkatrészként és integrált áramkörök alkotóelemeiként is.

## Az első tranzisztor létrehozása

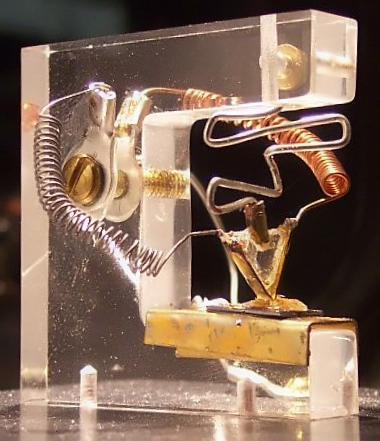
Az első tranzisztor rekonstrukciója

Számos amatőr kísérletezett azzal, hogy a kristálydetektort (korabeli félvezetődiódát) az elektroncsövekhez hasonlóan vezérlőelektródával lássa el, amelyet azután a rádióvételben kívántak hasznosítani. Megfelelő technológiai kapacitás és publikáció hiányában azonban ezen kísérletek többsége rejtve maradt. Vezérlő elektródával ellátott félvezető alkalmazási kísérletre mindössze két dokumentálható forrás ismert, Oleg Vlagyimirovics Loszev (1922, 1923) és Kemény Károly (1930) tollából.
Más úton indult el Julius Edgar Lilienfeld fizikus, aki 1925. október 22-én szabadalmaztatta eljárását, amely a mai térvezérlésű MES-FET-tranzisztornak felel meg. Szabadalmát azonban nem követte megvalósítás, és bevezetését az ipar is mellőzte.
1934-ben Oskar Heil szabadalmaztatott egy más kialakítású félvezetőt, amely szintén a mai térvezérlésű tranzisztorok elődjének tekinthető. Sajnos nincsenek dokumentálható adatok arra vonatkozóan, hogy valóban készült-e működőképes eszköze akár csak laboratóriumi szinten is.
A tranzisztor dokumentálható kifejlesztését a Lucent Technologies kutatóintézetében, a Bell Laboratóriumban végezték el. A laboratóriumban három kutató: Walter Brattain, John Bardeen, William Shockley – 1934 óta kísérletezett különféle anyagokkal. Kutatásaik során két olyan anyagot vizsgáltak, amelyek félvezető tulajdonságot mutattak. Ez a két anyag a germánium és a szilícium volt. A germánium olvadáspontja 937 °C, így gyártása egyszerűbb volt, mint a szilíciumé, amelynek olvadáspontja 1412 °C.
Az első megépített tranzisztort germánium és aranylemez összepréseléséből hozta létre Walter Brattain 1947. december 24-én. Ezt az első tranzisztort kísérletképpen egy korabeli erősítő egyik elektroncsövének helyébe építették be, amelyet elsőként a vezetőség öt tagja előtt mutattak be, akik megbizonyosodhattak az új alkatrész működőképességéről.
Az új eszközt 1948. június 17-én szabadalmaztatták. Az eszköz számára megfelelő megnevezést keresve több ötlet felmerült, a tranzisztor nevet a távközlési részleg vezetője, John Pierce adta az alkatrésznek. A tranzisztor létrehozása kezdetben nem vert fel nagy port, lassan ment át a köztudatba, de végül alapjaiban átalakította az elektronikai ipart. Walter Brattain, John Bardeen és William Shockley munkásságát később elismerték, és 1956-ban mindhárman Nobel-díjat kaptak találmányukért.
A tranzisztor elnevezés az angol transfer-resistor (kb. „átengedés-ellenállás”) szavakból képzett mozaikszó.

## Tranzisztor és az elektronika fejlődése
Az 1950-es évekig aktív erősítő alkatrészként csak az elektroncsövek (vákuumcső) használata volt lehetséges. A csövek hátránya volt a nagy méretük és a katódfűtés miatti nagy fogyasztásuk. A legrégebbi elektronikus számítógépek, amelyek szoba méretűek voltak, több ezer csövet tartalmaztak. A csöveket szinte folyamatosan cserélni kellett bennük, emiatt egy hosszadalmas számítást szinte lehetetlen volt velük elvégeztetni. A tranzisztor megjelenése gyorsan kiszorította az elektroncsöveket. Hatására a számítógépek megbízhatósága rohamosan javult, és az áramszükségletük is a töredéke lett a korábbiaknak. A tranzisztor a tömeges elterjedését a szórakoztató elektronikának köszönhette. A mindenki számára elérhető rádiót hatalmas mennyiségben gyártották. Ezek korábban a fakávába épített elektroncsöves elektronika méretei miatt kisebb bútor nagyságúak voltak (bár már elektroncsővel is építettek kisebb nagyobb táskarádiókat, ezek nem tudtak elterjedni). Amikor a tranzisztor felváltotta az elektroncsöveket, a méretek kezdetben egy női táska nagyságúra csökkentek, és tovább zsugorodtak. Így jöttek létre a táska-, majd a zsebrádiók. A tranzisztorok által kiváltott méret- és súlycsökkentés több új iparág fejlődését is elősegítette, például az űrhajózásét. Eleinte a híradástechnikában a nagy újítás nem a kis méret (hiszen léteztek szubminiatűr elektroncsövek is) hanem az, hogy nem kellett a csöveknél megszokott, percekig tartó bemelegedési időt kivárni.
A tranzisztorok elterjedését eleinte nehezítette, hogy azonos feladat ellátására általában több tranzisztor volt szükséges, mint elektroncső. Például egy néprádió 4 elektroncsővel (3+1) épült fel, míg egy zsebrádió 7 vagy 9 tranzisztorból állt.

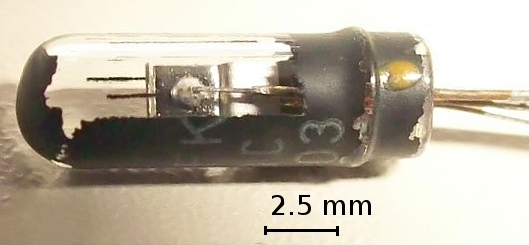
Germánium tranzisztor az 1960-as évekből. (Az üveg tokozatról a fekete fedőfestés részben eltávolítva.)

Az első germánium tranzisztorok műgyanta tokozását felváltotta a légmentesen lezárt üveg-, majd fémtok, mert a germánium felülete érzékeny a hosszútávú légköri behatásokra. A szilícium – bár néhány tulajdonságában hátrányban van a germániumból készült félvezetőkkel szemben – felületén gyártáskor létrejövő oxidréteg megvédi a félvezető eszközt, így olcsóbb műgyanta tokozás is elegendő. Szilíciumból készült tranzisztorok esetén is alkalmaznak fémtokozást, ha a tranzisztor működése közben keletkezett hőt el kell vezetni. A szilícium nagy tömegben fordul elő a természetben, így a félvezetőiparban gyorsan kiszorította a ritka és költséges germániumot. Germániumból tranzisztorokat az 1980-as évek végétől már csak pótlás céllal (pótalkatrész) gyártanak. A germánium tranzisztor érzékenyebben reagál a környezeti hőmérséklet változására, mint a szilícium alapanyagú. Szilícium tranzisztorokat gyártanak nagyfeszültségre és nagy áramerősségre is, főként az ipari hajtástechnikában.

## Működési elve
A tranzisztorban a vezérlő elektródájába (bázis) juttatott áram hatására a másik két elektróda (emitter és kollektor) közötti p-n átmenet kinyit, azaz az emitter és kollektor között áram folyik. A p-n átmenet nyitása függ az adott típusú tranzisztortól és a vezérlő elektródára vezetett áram nagyságától, így egy elzárószelep (vízcsap) elektromos analógiájának is tekinthető. Lényeges, hogy a vezérlő elektródára kapcsolt energiaszint töredéke a kapcsolt energiáknak.

## Adalékolás (szennyezés)
Sorozatban gyártott félvezető eszközök minden egyes darabjának azonos tulajdonságot kell mutatnia, ezért gyártásukhoz laboratóriumi tisztaságú félvezetőket, egykristályt használnak. Ahhoz, hogy az eszköz megfelelően működjön, egyes rétegeinek eltérő összetételűeknek kell lennie, amelyet egyéb anyagok adalékolásával biztosítanak. Az adalékolást a rendkívül kis mennyiségű ötvözőanyag miatt a szakmai zsargonban szennyezésnek is nevezik.

## Összehasonlítás az elektroncsővel
A tranzisztor nemcsak méreteiben, hanem egyéb elektromos jellemzőiben is más, mint az elektroncső, amivel szemben számos előnye és hátránya van.

### Előnyei
A tranzisztor alkalmazásának legfontosabb előnyei:
- kis méret;
- katódfűtés elmaradása;
- kisebb működési feszültség;
- a tranzisztoros készülék bekapcsolás után azonnal üzemkész, nincs szükség bemelegedési időre;
- kisebb teljesítmények miatt telepes (elemes) táplálás is megoldható a méretek miniatürizálásával;
- hosszú élettartam;
- komplementer eszközök gyártásával az áramkörök egyszerűsíthetőek, míg elektroncsőből nem gyártható komplementer elem;
- nagyobb mechanikai stabilitás.

### Hátrányai
A tranzisztor néhány tulajdonságában hátrányban van az elektroncsővel szemben. Így például:
- nagyfeszültségű vagy nagyteljesítményű alkalmazásokra az elektroncsövek alkalmazása előnyösebb (például mikrosütő klisztron, földi TV-adó nagyteljesítményű egysége stb.);
- a kommersz félvezetők egyes típusai nagyon érzékenyek az elektrosztatikus feltöltődésre, meghibásodhatnak akár egy műszálas ruha feltöltődésétől is;
- a pillanatnyi túlterheléseket az elektroncső jobban elviseli;
- érzékeny a radioaktív és kozmikus sugárzásra;
- nagy torzítása és nemlineáris karakterisztikája miatt nemkívánatos rádióvételi jelenségek, gerjedések keletkez(het)nek, amelyeket külön áramkörrel kell megszüntetni;
- elektroncsöves erősítők hangzása kellemesebb a kevesebb belső torzítás miatt.

## Bipoláris tranzisztor
Szennyezett félvezetőből, többnyire szilíciumból készített 3 kivezetésű elektronikai alkatrész. A bipoláris név onnan ered, hogy két, elektromosan szétválasztott (vagyis polarizált) rétegből áll (P-N és N-P). Működése során mindkét típusú töltéshordozó, az elektronok és lyukak is szerepet játszanak. Erősítőkben, szabályzó és kapcsoló áramkörökben használják.

### Felépítése

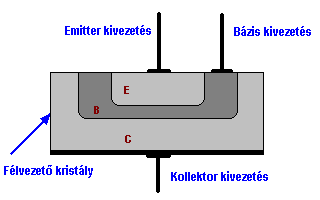
Tranzisztor kristályának felépítése

Egy félvezető egykristályban kialakított három, eltérően adalékolt tartományból áll. Az NPN-tranzisztor esetén két n típusú tartomány között egy vékony p típusú réteg van, PNP-tranzisztor esetén pedig két p típusú réteg közé kerül egy vékony n típusú tartomány. A két szélső réteget kollektornak (C), illetve emitternek (E) nevezik, a középső réteget bázisnak (B) hívják.
A félvezető rétegek két (egymással szembefordított) p-n átmenetet alkotnak, ezeket emitter-, illetve kollektordiódának nevezik. Minden réteg kivezetéssel van ellátva. A bázis jóval vékonyabb, mint a másik két réteg. A tranzisztor három rétege sokszor a félvezető kristálynak csak a felső vékony rétegét foglalja el. A kristály alsó része mechanikusan tartja a rétegeket.
Az egyes elektródák szerepe a tranzisztor működésében:
- emitter (E): a töltéshordozókat kibocsátó elektróda,
- bázis (B): vezérlésre szolgáló elektróda,
- kollektor (C): a töltéshordozókat gyűjtő elektróda.

A félvezető kristály kialakítása nem szimmetrikus, ezért a kollektor és az emitter kivezetés nem cserélhető fel. Áramköri egyszerűsítés céljából azonban szimmetrikus kiegészítő (komplementer) tranzisztorokat is gyártanak, amelyeket igényesebb kivitel esetén párba válogatnak. Szimmetrikus komplementer tranzisztorpár esetén a két tranzisztor jellemzői egyformák, de bennük az áramok iránya ellentétes.

### Működése
A működő (nyitott) tranzisztor emitterdiódája nyitóirányban (azaz a "P" réteg pozitívabb az "N" rétegnél), kollektordiódája záróirányban (azaz a "P" réteg negatívabb az "N" rétegnél) van előfeszítve. Ez azt jelenti, hogy a PNP tranzisztor emittere mindig pozitív, az NPN tranzisztor emittere mindig negatív feszültséget kap a kollektorhoz képest (a bázis feszültsége pedig e két feszültség közötti értékű; a nyitott emitterdiódán germániumtranzisztornál kb. 0,2 V, szilíciumtranzisztor esetén kb. 0,6 V feszültség esik).

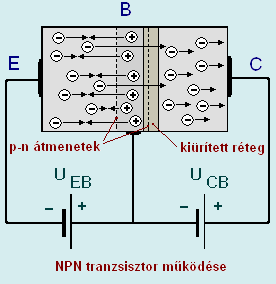
Tranzisztor kristályában működő diffúziós folyamatok

A nyitott emitterdiódán az emitter és bázis közé kapcsolt feszültségtől függő áram folyik, az emitterből a bázisba kerülő töltések zöme azonban (a kialakuló töltésviszonyok miatt) a kollektoron át távozik, a bázisáram csekély. A kollektoráram és a bázis egyenáram viszonyát B-vel (h21E) jelölik, ez a tranzisztor áramerősítése (szokásos értéke 10-1000). (A kisjelű áramerősítési tényező, ß (h21e) pedig a kollektor- és bázis váltakozóáram hányadosa.)
A tranzisztor két működési módja: analóg (erősítő) vagy kapcsoló.
Analóg (kisjelű) üzemben a bázisáram változtatásával (ami a bázis és emitter közé kapcsolt nyitófeszültség kis mértékű változtatását jelenti) elérik, hogy a kollektoráram annak ß-szorosával változzon: így hasznosítható a tranzisztor áramerősítése.

Bipoláris tranzisztor mint kapcsoló (kapcsolóüzem)

Kapcsoló üzemmódban működtetik a tranzisztorokat az akkumulátortöltők és tápegységek többsége, a logikai áramkörök és a memóriák. Ha az ábra bal oldalán lévő kapcsoló nyitva van, nem folyik bázisáram, így kollektoráram sem, a tranzisztor szakadásként viselkedik, az izzóra nem jut feszültség. Ha a kapcsolót zárják, az 1 kΩ-os ellenálláson át IB bázisáram indul meg. Ezt az áramot kapcsoló üzemben olyan nagyra állítják be, hogy a tranzisztor teljesen kinyisson, azaz az emitter és a kollektor közötti feszültségkülönbség közel zérus legyen (szaturáció, azaz telítés). Ilyenkor tehát a kollektor-emitter mint zárt kapcsoló viselkedik, közel a teljes tápfeszültség az izzóra kerül. A kollektoráramot nem a bázisáram B-szerese, hanem az az (annál kisebb) áram határozza meg, amely az izzón a tápfeszültség hatására kialakul. Az izzó világít. Ez a tranzisztor "nyitott" állapota. A báziskörben lévő kapcsoló nyitása után az IB bázisáram megszűnik, a tranzisztor ennek hatására lezár. A kapcsoló nyitása-zárása tetszőleges elektronikai úton történhet.
Végeredményben a bázis-emitter közé kapcsolt (megfelelő nagyságú és irányú) feszültség következtében meginduló bázisáram hatására a tranzisztor kollektorárama be/kikapcsolható.

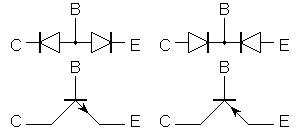
Bipoláris tranzisztor

### Alapkapcsolásai
A tranzisztort négypólusként kezelhetjük, ha három kivezetése közül egyet közösítünk. A bemenet és a kimenet közös pontja földpont. Így váltakozó áramú szempontból három alapkapcsolást különböztetünk meg: közös (vagy földelt) emitteres, közös kollektoros, közös bázisú.
A tranzisztor működéséhez nyitóirányú bázis-emitter feszültséget (szilícium esetén kb. 0,6 V) kell biztosítani. A kollektor-bázis átmenet előfeszítése záró irányú legyen. Az egyenfeszültségek és egyenáramok a tranzisztor működési állapotának, a munkapontnak az adatai. A munkapont körüli változások jelentik a váltakozó áramú működést. Működés közben egyenáramú és rá szuperponálódott váltakozó áramú mennyiségek mérhetők.

### Jelleggörbéi
Mivel a tranzisztort négypólusként kell kezelnünk be/ki menete nem kezelhető egymástól függetlenül. A vizsgált mennyiségeket jelleggörbéken ábrázoljuk, melyeket a nem vizsgált pontokkal paraméterezzük. Emiatt a jelleggörbék jelleggörbe seregek.
- A bipoláris tranzisztor karakterisztikái földelt emitteres alapkapcsolásban:

A karakterisztikákat a négy pólus jellegének megfelelően, mindig két mennyiség között vesszük fel úgy, hogy a többi mennyiséget állandó értéken tartjuk. Ezeket változtatva más karakterisztikákat kapunk. A négypólusra jellemzően a be- és kimeneti és transzfer karakterisztikákat vizsgálhatunk.
A karakterisztikákat egyenáramú mérésekkel vesszük fel, ezért a paraméter mennyiségeket állandó értékűnek választjuk.
- Bemeneti karakterisztika

A tranzisztor bemenete a bázis-emitter dióda, a bemeneti karakterisztika tehát egy nyitóirányú dióda karakterisztikája.
Uce1<Uce2<Uce3
- Kimeneti karakterisztika

A kimeneti karakterisztikát a kollektor-bázis záróirányú dióda határozza meg. A telítődő jellegű közel vízszintes karakterisztika vonalak hasonlóak a záróirányú karakterisztikához, csak sokkal nagyobb áramértéken. Minden egye karakterisztika vonalat a hozzá tartozó bázisáram paraméterez.
- Transzfer karakterisztika

A be / kimenet kölcsönhatásait a be / kimeneti transzfer karakterisztikák határozzák meg. Mivel a tranzisztort a bázisárammal vezéreljük, mely meghatározza a kollektoráramot és a transzfer karakterisztikát is, az áramokra adjuk meg.
A másik transzfer karakterisztika a kimeneti feszültség visszahatása a bemenetre. Ez a hatás korszerű tranzisztoroknál elhanyagolható.
- A tranzisztor négynegyedes karakterisztikája

### A „h” paraméterek és a karakterisztikák kapcsolata
A karakterisztikák szerkesztése és kiszámítási módja hasonló, ezért a karakterisztikákból kiszerkeszthetők azok a mennyiségek, melyek a tranzisztor paramétereinek felelnek meg leggyakrabban a „h” paraméteres leírásmódot használjuk. A paramétereket az adott munkapont körül delta megváltozásra szerkesztjük ki.
A karakterisztikából kiszerkesztve a megváltozásokra kapunk összefüggéseket. A delta mennyiségek kijelölésével a karakterisztikákat linearizálhatjuk a kapott paraméterek lineáris közelítés eredményei.
A delta mennyiséggel egy húrt jelölünk ki, mellyel közelítjük a függvényt. Minél kisebb a delta annál kisebb a közelítés hibája. Határesetben az érintőhöz közelítünk.
- Jelleggörbék FB alapkapcsolásban.

A tranzisztor jelleggörbéit meghatározhatjuk úgy is, hogy bemenetként az emittert, kimenetként a kollektort választjuk.
Ie = Ib(1+B) A bemeneti karakterisztika jellege megmarad (BE dióda), de az áram az FE-nek (1 + B) szerese.

### A tranzisztor jellemző adatai
Egy tranzisztor alkalmazásához ismernünk kell jellemző üzemi adatait és határértékeit. Különböző alkalmazásokban más - más jellemzők lehetnek fontosak.
- A tranzisztor egyenáramú határadatai:

Ucemax ; Ubemax ; Idmax ; Pdmax
- Maradékáramok és maradékfeszültségek :

Icb0 ; Ice0 ;
A maradékáramok ismerete azért fontos, mert összemérhető a vezérlőárammal vagy azért, mert ennél kisebb áramot nem tudunk elérni.
A maradékfeszültség pedig megadja, hogy a teljesen kinyitott tranzisztoron mekkora feszültség mérhető.
- Váltakozó áramú jellemzők
- Alacsony frekvencia esetben „h” paraméterekkel
- Nagyfrekvencia esetén „y” paraméterekkel adjuk meg a jellemzőket.
- A tranzisztor kapacitásai

A tranzisztor működési frekvenciatartományát határozzák meg. A kapacitások a határrétegek töltéstároló képessége miatt alakulnak ki.
Határfrekvenciák :
A tranzisztor jellemzői frekvenciafüggőek. Jellemző határfrekvencia az a frekvencia, ahol a ß = 1 lesz. Más esetben határfrekvenciaként azt az értéket adjuk meg, ahol egy adott mennyiség gyök ketted részére csökken.
- A tranzisztor hőtani jellemzői :

A tranzisztor kialakítása attól függ, hogy milyen teljesítményű alkalmazásra szánjuk. Meghatározó a lapka és a ház, valamint a ház és a környezet közötti hővezetési ellenállás.
- Hőmérséklet hatása a tranzisztorra :

A határrétegek viselkedése hőmérsékletfüggő ez megjelenik a tranzisztor működésében is. A hőmérséklet növekedésével a bemeneti karakterisztika az áramtengely felé tolódik, ami azt jelenti, hogy ugyanakkora áramhoz kisebb nyitófeszültség tartozik. A csökkenés 2mV/C. A kimeneti karakterisztika felfelé tolódik el azaz ugyanakkora UCE-hez és bázisáramhoz nagyobb kollektoráram tartozik.

### Tranzisztorparaméterek
A tranzisztorparaméterek a tranzisztor típusára jellemző értékek, katalógus adatok. E jellemzők értékétől függ, hogy az adott tranzisztort milyen célra lehet felhasználni.
- Maximális kollektor–emitter feszültség (UCE max) – A tranzisztor kikapcsolt állapotában megengedhető kollektor–emitter feszültség, amelyet károsodás nélkül még elvisel.
- Áramerősítési tényező ß˙´ – h21e néven is szokták emlegetni. Az áramerősítési tényező egy szorzószám, amely megmondja, hogy a bázisáram hányszorosa a kollektor és emitter közötti áram.

{\displaystyle {h_{\rm {21e}}}={\frac {i_{\rm {C}}}{i_{\rm {B}}}}},
- Maximális kollektor–emitter áram (ICE max) – A kollektor és az emitter között megengedhető áram, vagyis a tranzisztor által kapcsolható legnagyobb áram.
- Veszteségi teljesítmény (Ptot) – A tranzisztoron hővé alakuló teljesítmény maximuma.
- Az erősítés határfrekvenciái:
  - fß a |ß|=ß0/sqr(2) áramerősítéshez tartozó határfrekvencia
  - f1 a ß=1 áramerősítéshez tartozó határfrekvencia
  - ft tranzit-határfrekvencia

## Unipoláris térvezérlésű tranzisztorok
Unipolárisnak nevezzük azokat a tranzisztorokat, melyek működésében egynemű töltéshordozók vesznek részt. A térvezérlés az elektromos térerősségre utal, a Gate elektródára kapcsolt feszültség vezérli a tranzisztor áramát.

### Záróréteges térvezérlésű tranzisztor vagy jFET
junction Field Effect Transistor angol kifejezés kezdőbetűiből kialakult mozaikszó egy kis teljesítményű 3-kivezetésű elektronikai alkatrészre utal.
Felépítése: A kis méretű gyengén adalékolt félvezetőkristály két oldalán ellentétes adalékolású vezérlő elektródákat alakítanak ki. A kivezetések elnevezése: Drain vagy nyelő, Gate vagy kapu, Source vagy forrás elektróda.

### Szigetelőréteges térvezérlésű tranzisztor vagy MOSFET

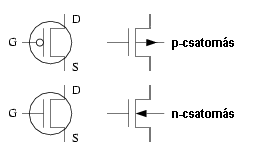
MOSFET tranzisztor rajzjelei

A MOSFET (Metal Oxide Semiconductor, magyarul: fém-oxid félvezető) a belső rétegek sorrendjére (Field Effect Transistor, magyarul: térvezérlésű tranzisztor), a tranzisztor működési elvére utal. Az unipoláris tranzisztorok működésénél a többségi töltéshordózóknak van szerepe. A modern (mind analóg, mind digitális) integrált áramkörök döntő többsége növekményes MOS tranzisztorokból épül fel.
A töltéshordozók forrása a Source, a töltéseket a Drain nyeli el. A Drain és a Source adalékolása azonos típusú, az alapkristályé (Bulk vagy Substrate) ellentétes. A csatornán folyó áramot a kapuelektróda, a Gate vezérli. A Gate elektródát szigetelő réteg (általában szilícium-dioxid) választja el a csatornától. A kapuelektródán keresztül gyakorlatilag nem folyik áram, a tranzisztor árama a csatornában folyik. A negyedik az alapkristály (substrate) kivezetése, amely gyakran össze van kapcsolva a Source-szal.
Kétféle FET létezik. A „növekményes” vagy „önzáró” típus csatornáján csak akkor folyik áram, ha a Gate elektróda feszültséget kap. A „kiürítéses” vagy „önvezető” típus esetén a Gate-re kapcsolt feszültség a csatorna áramát csökkenti.
A növekményes MOS tranzisztorban nincsen csatorna-adalékolás. Ezekben az eszközökben a csatornát a Gate-re adott feszültség, a Gate tere hozza létre az inverzió jelensége révén. Egy n-csatornás növekményes MOS tranzisztorban a Source és a Drain n típusú, a Bulk p típusú. Ha a Gate-re pozitív feszültséget kapcsolunk (a Source-hoz képest), akkor a Bulkban lévő lyukakat az taszítani fogja. Ennek hatására egy kiürített réteg alakul ki a gate-oxid alatt. Ha tovább növeljük a feszültséget, akkor a Gate alatt elektronok gyűlnek össze, hiszen azokra vonzó hatással van a gate tere. Ez az összegyűlt töltés az inverziós töltés, amely a csatornát alkotja. Kialakulásával ohmos kapcsolatot létesít a Source és a Drain között, amivel lehetővé válik a vezetés. A tranzisztoron átfolyó áram nagysága ekkor a Drain-Source feszültségtől lineárisan függ – ez jellemző a MOS tranzisztorra a trióda tartományban. Ha a Drain-Source feszültség elegendően nagy, akkor a csatorna a Drain-nél elzáródik (hiszen ott a Gate-Drain feszültség már nem elég nagy ahhoz, hogy a csatornát képző inverziós töltést fenn tudja tartani). Ekkor a tranzisztor telítésbe kerül (szaturáció). Ilyenkor a Drain-Source feszültséget tovább növelve a tranzisztor árama már nem nő tovább (első közelítésben), tehát ekkor egy olyan eszközt kaptunk, aminek árama a rajta eső feszültségtől független – ez az áramforrás. A tranzisztor áramát a Gate-Source feszültséggel állíthatjuk be, amelytől az négyzetesen függ.
A kiürítéses típusú tranzisztorban adalékolással létre van hozva a csatorna, így az már zérus Gate-Source feszültségnél is vezet. Ebben az esetben a Gate terével nem kinyitjuk, hanem elzárjuk a tranzisztort, méghozzá úgy, hogy olyan polaritású feszültséget kapcsolunk az eszközre, hogy az a csatornában lévő töltéseket taszítsa, és így kiürüljön a csatorna.
A szigetelő oxidréteg átütési szilárdsága alacsony, mivel igen vékony a kiképzése, ezért a diszkrét MOS tranzisztort védeni kell az elektrosztatikus feszültségektől, amelyek tönkre tudják tenni az alkatrészt.

## Számítások
A tranzisztor exponenciális karakterisztikája miatt egy nemlineáris hálózati elem, így a hálózatot leíró egyenletrendszer (differenciál-egyenletrendszer) analitikusan nem mindig/nehezen oldható meg. A legtöbb esetben ilyenkor numerikus közelítésekkel vagy grafikusan, számítógép segítségével határozhatók meg a megoldások. Kis amplitúdójú, (nem túl magas frekvenciás) vezérlésnél azonban közelítőleg elég pontos eredményeket kaphatunk, ha az exponenciális karakterisztikát Taylor-sorral közelítjük (linearizáljuk). Elég ugyanis belegondolni milyen meredek egy exponenciális függvény, azaz lényegében alig tér el egy egyenestől egy adott pont közelében. (Példa ilyen kis frekvenciás vezérlésre: u(t)= 10 V + 0,2 V cos(ωt), ahol a 10 V a munkapont, 0,2 V pedig a vezérlés amplitúdója, ω a vezérlés körfrekvenciája.) Linearizálás után már alkalmazható a szuperpozíció, azaz elég megnézni külön munkapontban (egyenáramon), és külön a vezérléskor (váltakozóáramon), majd összeadni a végén a megfelelő mennyiségeket (feszültségeket, áramokat).
Legyen a bázis-emitter feszültség munkapontban UBE0 és a vezérlőjel:
{\displaystyle u_{v}(t)=U_{v}cos(\omega t)}
Ekkor a linearizálás értelmében:
{\displaystyle u_{BE}=U_{BE0}+u_{v}}
Az emitteráram exponenciális karakterisztikája:
{\displaystyle i_{E}=I_{S0}(e^{u_{BE} \over U_{T}}-1)\approx I_{S0}e^{u_{BE} \over U_{T}}=I_{S0}e^{U_{BE0}+u_{v} \over U_{T}}=I_{E0}e^{u_{v} \over U_{T}}}
Ahol IS0 a tranzisztorra jellemző állandó, uBE a bázis-emitter feszültség UT a termikus potenciál. A -1 az exponenciális tag mellett elhagyható. A linearizálás miatt az emitteráram a munkaponti egyenáram és a vezérlőáram összegeként is felírható:
{\displaystyle i_{E}=I_{E0}+i_{e}}
Az emitteráramot az e alapú exponenciális függvény Taylor-sorával közelítjük:
{\displaystyle i_{E}=I_{E0}(1+{u_{v} \over U_{T}}+{1 \over 2!}({u_{v} \over U_{T}})^{2}+...)=I_{E0}+i_{e}}
Rendezve:
{\displaystyle i_{e}=I_{E0}({u_{v} \over U_{T}}+{1 \over 2!}({u_{v} \over U_{T}})^{2}+...)\simeq I_{E0}{u_{v} \over U_{T}}={u_{v} \over r_{d}}}
Ahol rd a tranzisztor differenciális ellenállása.

## Egyéb tranzisztortípusok
- Fototranzisztor

## A jövő
Az Oregoni Állami Egyetem (OSU) és a Hewlett-Packard 2004-ben bejelentette, hogy az anyagok egy teljesen új csoportját kísérletezték ki közösen, amelyekből olcsó, stabil és környezetbarát tranzisztorok gyárthatók, melyek ráadásul átlátszóak. A HP kutatólaboratóriumának igazgatója, Tim Weber szerint a felfedezés lehetővé teszi majd, hogy kijelzővé vagy szkennerré alakíthassanak majd bármilyen üvegfelületet, s ezzel „Pár olyan dolog, ami a hollywoodi produkciókban trükkfelvétel volt, hamarosan valósággá válik”.

## Fényképek

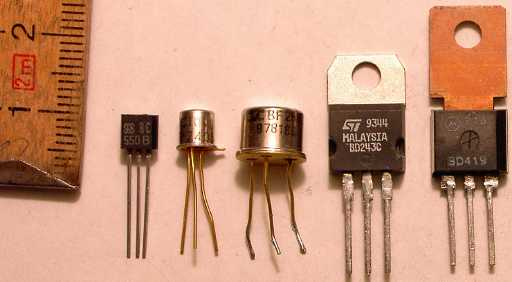
Szilícium tranzisztorok fényképe
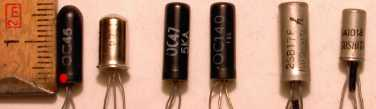
Germánium tranzisztorok fényképe
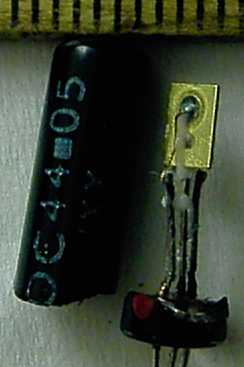
Szétszedett germánium tranzisztor. A kristályra tapadó szilikonzsír kitölti a tokozást, ami az eszköz hűtését segíti
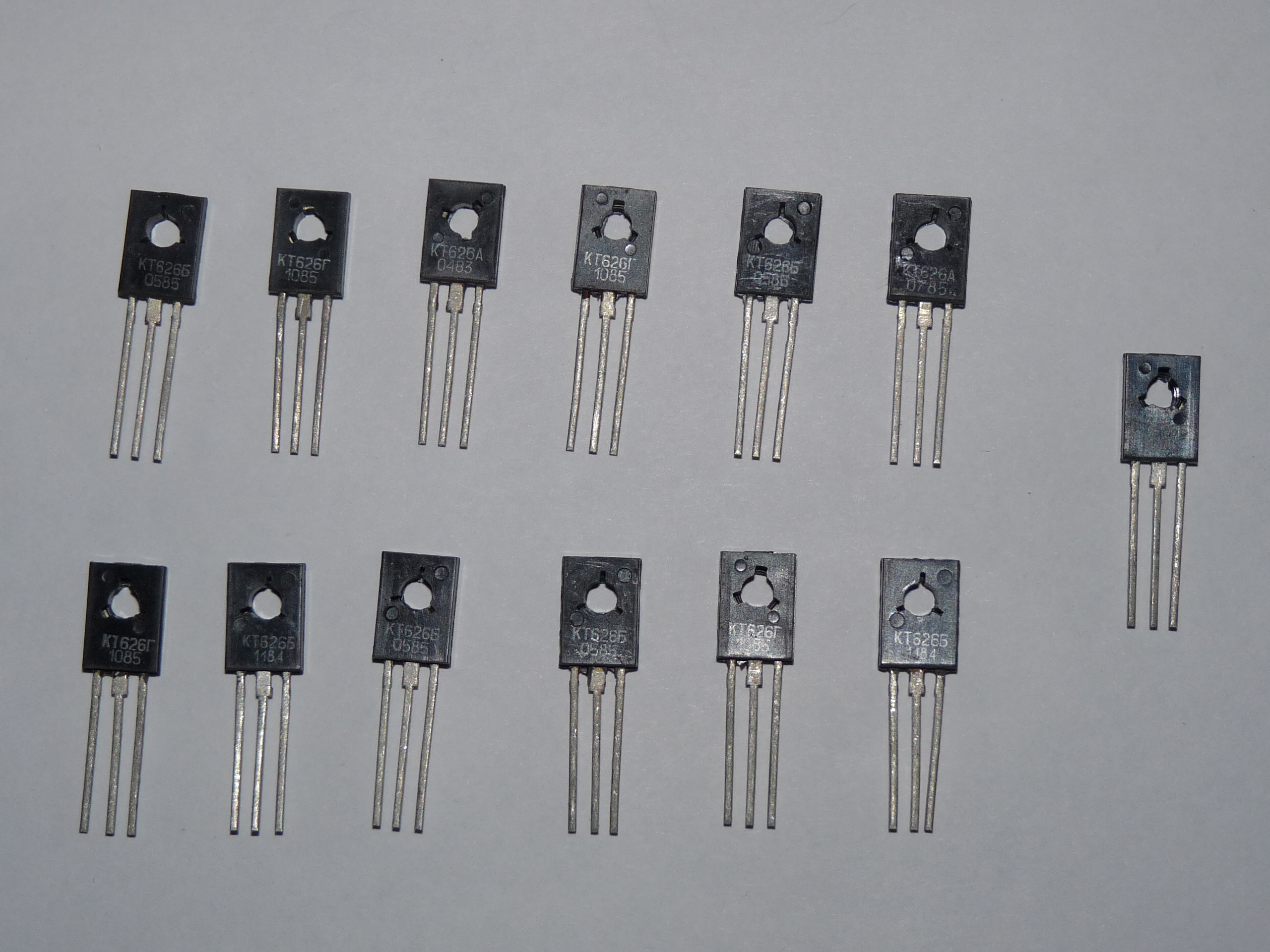
Szovjet tranzisztorok